# 1875 en musique
| \| • Retour à la chronologie générale de la musique populaire • \| |
| XXIe siècle • XXe siècle • XIXe siècle • XVIIIe siècle XVIIe siècle • XVIe siècle • XVe siècle • XIVe siècle XIIIe siècle • XIIe siècle • XIe siècle • Xe siècle IXe siècle • VIIIe siècle • Haut Moyen Âge • Rome • Grèce |
| • Retour à la chronologie générale de la musique populaire • |

| • Retour à la chronologie générale de la musique populaire • |

| Années de la musique populaire : 1872 - 1873 - 1874 - 1875 - 1876 - 1877 - 1878    |
| Décennies de la musique populaire : 1840 - 1850 - 1860 - 1870 - 1880 - 1890 - 1900 |

## Publications
- Publication érudite par le philologue romaniste Gaston Paris du chant de soldat Réveillez-vous Picards[1], qui date des guerres d'Italie.
- Premier numéro de l'Annuaire musical et orphéonique de France, publié jusqu'en 1878.

## Naissances
- 3 avril : Mistinguett, chanteuse et actrice française († 5 janvier 1956).
- 26 avril : Natalie Curtis, ethnomusicologue américaine, et une des premières analystes du jazz († 1921).
- mai : Paul Sarebresole, compositeur américain, précurseur de la musique ragtime († 3 octobre 1911).
- 16 août : Florrie Forde, chanteuse populaire australienne, artiste de music-hall († 18 avril 1940).
- 26 septembre : Patrice Coirault, ethnomusicologue indépendant, qui a créé une typologie de la chanson traditionnelle française († 15 janvier 1959).
- 4 octobre : George Formby senior, comédien et chanteur de music-hall anglais († 8 février 1921).